# Poklicna rokoborba
Poklicna rokoborba (iz angleškega imena professional wrestling) je zvrst športnega zabavljaštva, v ospredju katerega je inscenirana rokoborba, katere udeleženci dajejo vtis, da gre za pristno bojevanje.
Ta oblika zabave je priljubljena v Severni Ameriki, na Japonskem in v nekaterih delih Evrope (zlasti v Združenem kraljestvu, Franciji in Nemčiji), kjer so najvplivnejša promocijska podjetja, ki organizirajo dogajanje.
Borbe so določene s scenarijem, ki se umešča v širšo zgodbo o rivalstvih, ki jo ustvarjajo producenti, pogosto so to sami rokoborci. V zgodbo včasih vpletajo resnične dogodke, kot so pogodbeni statusi, poškodbe ipd., dosledno pa vzdržujejo iluzijo, da gre za pristno dogajanje – v svetu poklicne rokoborbe znano kot »kayfabe«. Vsak nastopajoči ima alter ego, izmišljen lik, ki je običajno povsem ločen od njegove resnične osebnosti, čeprav nekateri igralci obdržijo masko tudi izven ringa in je zato meja med resničnim življenjem in insceniranimi dogodki v ringu ter izven njega pogosto zabrisana. Potek same borbe (razen razpleta), po drugi strani, ni natančno določen in nastopajoči pretežno improvizirajo ter kombinirajo natrenirane elemente.